# Quốc hội Chile
Quốc hội Chile (tiếng Tây Ban Nha: Congreso Nacional de Chile) là cơ quan lập pháp của Chile. Quốc hội Chile có trụ sở tại Valparaíso.
Quốc hội Chile được thành lập ngày 4/7/1811. Quốc hội theo hệ thống lưỡng viện lập pháp bao gồm các Viện đại biểu (Hạ viện), 120 đại biểu và của Thượng viện, 38 thượng nghị sĩ.
Quốc hội hiện tại là khóa LIV bắt đầu từ ngày 11/3/2014 dự kiến kết thúc 11/3/2018.

## Lịch sử

### Patria Vieja
Quốc hội đầu tiên của Chile được thành lập ngày 4/7/1811 trong thời kỳ Patria Vieja. Quốc hội thay thế Hội nghị Chính quyền Vương quốc Chile được thành lập ngày 18/9/10/1810.
Sau phiên khai mạc đầu tiên, quyền Chủ tịch Hội nghị Chính quyền Juan Martínez de Rozas được công bố là Chủ tịch Quốc hội. Quốc hội bị giải tán ngày 2/12/1811. Theo quy định của Hiến pháp lâm thời 1812, Thượng viện đầu tiên được thành lập.
4 thành viên ký tên thành lập. Sau khi bắt đầu Chiến tranh giành độc lập Chile, Hiến pháp Chính quyền lâm thời 1814 được ban bố, Quốc hội được đổi thành Thượng viện Truy vấn.
Thượng viện Truy vấn tồn tại đến ngày 2/10/1814 sau trận đánh Rancagua. Từ 1814-1818, không có cơ quan lập pháp tồn tại.

### Patria Nueva
Trong năm 1818, Chính quyền Bernardo O'Higgins thành lập lại cơ quan lập pháp với Thượng viện Bảo thủ được thành lập với nhiệm kỳ do Tổng tài Tối cao quyết định.
Trong năm 1822, với cuộc khủng hoảng chính trị đã tạo ra cơ chế lưỡng viện gồm Thượng viện và Hạ viện. Nhưng thực tế không được thành lập cho tới năm 1823 khi Tòa Đại diện buộc Bernardo O'Higgins từ chức.

### Thiết lập Cộng hòa
Trong năm 1823, Bernardo bị buộc từ chức, quyền lập pháp được trao cho Hội đồng Toàn quyền, sau đó Hội đồng Lập hiến ban bố Hiến pháp 1823 quy định Thượng viện Bảo thủ gồm 9 nghị sĩ có nhiệm kỳ 6 năm và không quy định nhiệm kỳ.
Trong năm 1824, Đại hội Toàn quốc được thành lập là cơ quan đơn viện gồm các đại biểu.
Trong năm 1826, Đại hội Toàn quốc thúc đẩy José Miguel Infante cải cách Hiến pháp thành thể chế liên bang.
Trong năm 1828, Hiến pháp được tu chính, cơ chế lưỡng viện được thành lập gồm Thượng viện và Hạ viện.

### Cộng hòa Bảo thủ
Đại hội Toàn quốc tiếp tục làm việc trong thời kỳ Cộng hòa Bảo thủ và Cộng hòa Tự do (1828-1925). Hạ viện bao gồm 120 đại biểu và Thượng viện gồm 20 nghị sĩ. Đại hội Toàn quốc tổ chức phiên họp ngày 1/6 và 18/9 hàng năm, trong thời gian không họp Ủy ban Bảo thủ sẽ quản lý.
Đại biểu có nhiệm kỳ 9 năm và cứ 3 năm lại tiếp tục bầu lại 1/3 theo cơ chế bỏ phiếu trực tiếp và tuyệt mật. Đại biểu Hạ viện được bầu dựa theo dân số từ 10.000~20.000 công dân và nghị sĩ Thượng viện được bầu theo cấp hành chính. 

### Cộng hòa Tự do
Sau các lần tu chính Hiến pháp, Đại hội Toàn quốc có quyền lực được mở rộng.
Trong năm 1890, nhiều lần Đại hội xung đột với Tổng thống Balmaceda về cách điều hành và ngân sách. Ngày 1/1/1891, Tổng thống Balmaceda đơn phương tuyên bố thông qua ngân sách mà không được Đại hội phê chuẩn. Đại hội phản đối, dẫn tới cuộc Nội chiến 1891 tại Chile. Cuộc nội chiến bắt đầu ngày 7/1 và kết thúc ngày 31/8/1891 với sự thắng thế của phe Đại hội. Sau cuộc nội chiến Cộng hòa Nghị viện được thành lập kéo dài đến 1924-1925.

## Thời kỳ Lập pháp
Quốc hội trong thời kỳ Hiến pháp 1828 có nhiệm kỳ 2 năm (I và II), trong thời kỳ Hiến pháp 1833 có nhiệm kỳ 3 năm (III-XXXIV) và tới Hiến pháp 1925 có nhiệm kỳ 4 năm (XXXV-XLVII). Hiến pháp 1980 quy định nhiệm kỳ 4 năm mở rộng (XLVIII-LII).
| Tên gọi                              | Thời kỳ   |
| ------------------------------------ | --------- |
| Quốc hội đầu tiên                    | 1811      |
| Thượng viện 1812                     | 1812-1814 |
| Thượng viện Truy vấn                 | 1814      |
| Thượng viện Bảo thủ 1818             | 1818-1822 |
| Hội nghị Trù bị                      | 1822      |
| Hội đồng Nhà nước 1823               | 1823      |
| Hội nghị Địa phương 1823             | 1822-1823 |
| Hội đồng Toàn quyền 1823             | 1823      |
| Thượng viện Lập pháp Bảo thủ 1823    | 1823      |
| Tổng Đại hội Lập hiến 1823           | 1823      |
| Thượng viện Bảo thủ và Lập pháp 1824 | 1824      |
| Tổng Đại hội Quốc gia                | 1824-1825 |
| Hội nghị Địa phương 1825             | 1825-1826 |
| Hội đồng Lập hiến 1826               | 1826-1827 |
| Hội nghị Địa phương 1826             | 1826-1828 |
| Hội đồng Lập hiến 1828               | 1828      |
| Quốc hội Lập pháp khóa I             | 1828-1829 |
| Quốc hội Lập pháp khóa II            | 1829      |
| Đại hội Toàn quyền 1830              | 1830      |
| Ủy ban Thường trực 1830-1831         | 1830-1831 |
| Quốc hội Lập pháp khóa III           | 1831-1834 |
| Quốc hội Lập pháp khóa IV            | 1834-1837 |
| Quốc hội Lập pháp khóa V             | 1837-1840 |
| Quốc hội Lập pháp khóa VI            | 1840-1843 |
| Quốc hội Lập pháp khóa VII           | 1843-1846 |
| Quốc hội Lập pháp khóa VIII          | 1846-1849 |
| Quốc hội Lập pháp khóa IX            | 1849-1852 |
| Quốc hội Lập pháp khóa X             | 1852-1855 |
| Quốc hội Lập pháp khóa XI            | 1855-1858 |
| Quốc hội Lập pháp khóa XII           | 1858-1861 |
| Quốc hội Lập pháp khóa XIII          | 1861-1864 |
| Quốc hội Lập pháp khóa XIV           | 1864-1867 |
| Quốc hội Lập pháp khóa XV            | 1867-1870 |
| Quốc hội Lập pháp khóa XVI           | 1870-1873 |
| Quốc hội Lập pháp khóa XVII          | 1873-1876 |
| Quốc hội Lập pháp khóa XVIII         | 1876-1879 |
| Quốc hội Lập pháp khóa XIX           | 1879-1882 |
| Quốc hội Lập pháp khóa XX            | 1882-1885 |
| Quốc hội Lập pháp khóa XXI           | 1885-1888 |

| Tên gọi                                       | Thời kỳ   |
| --------------------------------------------- | --------- |
| Quốc hội Lập pháp khóa XXII                   | 1888-1891 |
| Đại hội Lập hiến 1891                         | 1891      |
| Quốc hội Lập pháp khóa XXIII                  | 1891-1894 |
| Quốc hội Lập pháp khóa XXIV                   | 1894-1897 |
| Quốc hội Lập pháp khóa XV                     | 1897-1900 |
| Quốc hội Lập pháp khóa XVI                    | 1900-1903 |
| Quốc hội Lập pháp khóa XVII                   | 1903-1906 |
| Quốc hội Lập pháp khóa XVIII                  | 1906-1909 |
| Quốc hội Lập pháp khóa XXIX                   | 1909-1912 |
| Quốc hội Lập pháp khóa XXX                    | 1912-1915 |
| Quốc hội Lập pháp khóa XXXI                   | 1915-1918 |
| Quốc hội Lập pháp khóa XXXII                  | 1918-1921 |
| Quốc hội Lập pháp khóa XXXIII                 | 1921-1924 |
| Quốc hội Lập pháp khóa XXXIV                  | 1924      |
| Chính quyền Tự quản 1924                      | 1924-1925 |
| Quốc hội Lập pháp khóa XXXV                   | 1926-1930 |
| Quốc hội Lập pháp khóa XXXVI                  | 1930-1932 |
| Chính quyền Tự quản Cộng hòa Xã hội chủ nghĩa | 1932      |
| Quốc hội Lập pháp khóa XXXVII                 | 1933-1937 |
| Quốc hội Lập pháp khóa XXXVIII                | 1937-1941 |
| Quốc hội Lập pháp khóa XXXIX                  | 1941-1945 |
| Quốc hội Lập pháp khóa XL                     | 1945-1949 |
| Quốc hội Lập pháp khóa XLI                    | 1949-1953 |
| Quốc hội Lập pháp khóa XLII                   | 1953-1957 |
| Quốc hội Lập pháp khóa XLIII                  | 1957-1961 |
| Quốc hội Lập pháp khóa XLIV                   | 1961-1965 |
| Quốc hội Lập pháp khóa XLV                    | 1965-1969 |
| Quốc hội Lập pháp khóa XLVI                   | 1969-1973 |
| Quốc hội Lập pháp khóa XLVII                  | 1973      |
| Chính quyền Tự quản                           | 1973-1981 |
| Chính quyền Tự quản                           | 1981-1990 |
| Quốc hội Lập pháp khóa XLVIII                 | 1990-1994 |
| Quốc hội Lập pháp khóa XLIX                   | 1994-1998 |
| Quốc hội Lập pháp khóa L                      | 1998-2002 |
| Quốc hội Lập pháp khóa LI                     | 2002-2006 |
| Quốc hội Lập pháp khóa LII                    | 2006-2010 |
| Quốc hội Lập pháp khóa LIII                   | 2010-2014 |
| Quốc hội Lập pháp khóa LIV                    | 2014-2018 |